# Sečuv
Sečuv, Sečuj ili Sečuh (mađ. Dunaszekcső, nje. Seetsche, Retschingen) je selo u jugoistočnoj Mađarskoj.
Zauzima površinu od 36,76 km četvornih.

## Zemljopisni položaj
Nalazi se uz istočnu obalu Dunava, na 46°05' sjeverne zemljopisne širine i 18°46' istočne zemljopisne dužine.

## Upravna organizacija
Upravno pripada Mohačkoj mikroregiji u Baranjskoj županiji. Poštanski broj je 7712.

## Stanovništvo
U Sečuvu živi 2191 stanovnik (2002.).
Mađari su većinsko stanovništvo. 

## Vanjske poveznice
- (mađ.) Dunaszekcső a Vendégvárón  Arhivirana inačica izvorne stranice od 23. prosinca 2006. (Wayback Machine)
- Sečuv na fallingrain.com
- Glasnik br. 18/2005.  Arhivirana inačica izvorne stranice od 6. lipnja 2007. (Wayback Machine) Turnir u malome nogometu (PDF)